# Hemaglutinina esterase
Hemaglutinina esterase é uma proteína do envelope de alguns vírus. A sua função está relacionada com a patogenicidade do vírus e com a sua interacção com o hospedeiro. Pode auxiliar o vírus a ligar-se e entrar a camada de muco no trato intestinal.

## Ligaçõe externas
- MeSH hemagglutinin+esterase